# Rohrbach (bei Baumholder)
Rohrbach ist eine Ortsgemeinde im Landkreis Birkenfeld in Rheinland-Pfalz. Sie gehört der Verbandsgemeinde Baumholder an.

## Geographie
Der Ort liegt am gleichnamigen Rohrbach südlich der Nahe am Fuß des 548,5 Meter hohen Wüschbergs. Im Westen befindet sich Rückweiler, im Norden Berglangenbach, im Osten Fohren-Linden und Berschweiler bei Baumholder und südlich liegt das bereits zum Saarland gehörende Freisen.

## Geschichte
Rohrbach gehörte bis zum Ende des 18. Jahrhunderts zu dem aus der Grafschaft Veldenz stammenden Teil des Herzogtums Pfalz-Zweibrücken und war der Schultheißerei Berschweiler im Oberamt Lichtenberg zugeordnet. Im Jahr 1790 lebten 24 Familien im Ort. Die Gemarkung von Rohrbach umfasste 246 Hektar.
Im Jahr 1794 wurde das Linke Rheinufer von französischen Revolutionstruppen eingenommen. Von 1798 bis 1814 gehörte Rohrbach zum Kanton Baumholder im Departement der Saar. Aufgrund der auf dem Wiener Kongress (1815) getroffenen Vereinbarungen kam die Region 1816 zum sachsen-coburgischen Fürstentum Lichtenberg, dem es bis 1834 angehörte. Die Gemeinde Rohrbach gehörte zunächst zur Bürgermeisterei Berschweiler, von 1823 an zur Bürgermeisterei Burglichtenberg (siehe auch Liste der Gemeinden im Fürstentum Lichtenberg). Nach dem Verkauf an Preußen und der Auflösung des Fürstentums Lichtenberg kam Rohrbach zum neu errichteten Kreis St. Wendel in der Rheinprovinz. Seit 1937 gehört Rohrbach zum Landkreis Birkenfeld und ist seit 1946 Teil des Landes Rheinland-Pfalz.
Bevölkerungsentwicklung
Die Entwicklung der Einwohnerzahl von Rohrbach, die Werte von 1871 bis 1987 beruhen auf Volkszählungen:
| Jahr | Einwohner |
| 1815 | 128       |
| 1835 | 164       |
| 1871 | 196       |
| 1905 | 206       |
| 1939 | 228       |
| 1950 | 238       |

| Jahr | Einwohner |
| 1961 | 273       |
| 1970 | 282       |
| 1987 | 253       |
| 1997 | 247       |
| 2005 | 234       |
| 2024 | 169       |

## Politik

### Bürgermeister
Christine Niegisch wurde 2024 vom Gemeinderat zur Ortsbürgermeisterin von Rohrbach gewählt.
Ihr Vorgänger seit 1999 war Bernhard Sauer.

### Wappen
Der blaue Löwe verweist auf die ehemalige Zugehörigkeit zur Grafschaft Veldenz. Im unteren Teil des Schilds wird der Ortsnamen symbolisiert.

## Wirtschaft und Infrastruktur
In Rohrbach gibt es ein Dorfgemeinschaftshaus.
Im Süden verläuft die Bundesautobahn 62.
In Heimbach ist ein Bahnhof der Bahnstrecke Bingen–Saarbrücken.